# Pseudovipsania frigida
Pseudovipsania frigida är en fjärilsart som beskrevs av William Schaus 1892. Pseudovipsania frigida ingår i släktet Pseudovipsania och familjen snigelspinnare. Inga underarter finns listade i Catalogue of Life.